# Bifidochaetus veronicae
Bifidochaetus veronicae is een buikharige uit de familie van de Chaetonotidae. De wetenschappelijke naam van de soort werd voor het eerst geldig gepubliceerd in 2013 door Tobias Kånneby als Chaetonotus (Primochaetus) veronicae.

## Voorkomen
De soort komt voor in zoet water in Zweden.